# Bugat, Bayan-Ölgii
Bugat (tiếng Mông Cổ: Бугат) là một sum của tỉnh Bayan-Ölgii tại miền tây Mông Cổ. Vào năm 2014, dân số của sum là 3.487 người. Dân cư chủ yếu là người Kazakh.

## Địa lý
Trung tâm sum nằm cách tỉnh lị Ölgii 5 km và cách thủ đô Ulaanbaatar 1650 km. Sông Kobdo chảy qua địa bàn.
Động vật có sói, cáo, báo tuyết, thỏ rừng và các động vật khác.
Sum có tới 1 triệu tấn trữ lượng đá vôi.

### Khí hậu
Khu vực có khí hậu sa mạc lạnh. Nhiệt độ trung bình hàng năm trong khu vực là 0 °C. Tháng ấm nhất là tháng 7, khi nhiệt độ trung bình là 18 °C và lạnh nhất là tháng 1, với -19 °C. Lượng mưa trung bình hàng năm là 200 mm. Tháng mưa nhiều nhất là tháng 7, với lượng mưa trung bình 46 mm và khô nhất là tháng 1, với lượng mưa 2 mm.

## Kinh tế
Sum có một trường học, một bệnh viện, một trung tâm văn hóa và một sân vận động.

## Văn hóa
Từ năm 1999, Bugat đã tổ chức Lễ hội Đại bàng vàng của người Kazakh. Lễ hội Đại bàng vàng là dịp quy tụ lớn nhất của những người săn đại bàng và đại bàng của họ và được công nhận là Sự kiện Văn hóa Di sản Thế giới của UNESCO.

## Tôn giáo
Tôn giáo chủ yêu tại đây là đạo Hồi, được theo bởi người Kazakh.